# Distrito de Hailakandi
Hailakandi (en asamés; হাইলাকান্দি জিলা) es un distrito de India en el estado de Assam. Código ISO: IN.AS.HA.
Comprende una superficie de 1 327 km².
El centro administrativo es la ciudad de Hailakandi.

## Demografía
Según censo 2011 contaba con una población total de 659 260 habitantes, de los cuales 320 494 eran mujeres y 338 766 varones.